# Зичи
Зичи (венг. Zichi, Zichy) — венгерский дворянский род, известный с XIII века, в XVIII веке возведенный в графское достоинство.

## Происхождение и история рода
Родоначальником считается Зайк Гал (Zayk Gál), уроженец комитата Зала (Zala), впервые упомянутый в источниках под 1260 годом. Ему была пожалована местность Зич (Zich), по которой его потомки получили фамилию де Зич (de Zich), впоследствии — Зичи (Zichi, Zichy). В XVII—XIX веках эта семья дала длинный ряд выдающихся деятелей.
В XVIII веке Зичи владели Обудой (Старой Будой). До наших дней сохранился великолепный дворец Зичи в барочном стиле на Главной площади Обуды.

## Виднейшие представители
- Пал <Павел> (1598—1638), главный капитан (комендант) Вешпрема, владелец Комарно.
- Иштван <Стефан> (18 сентября 1616 — 15 марта 1693), сын предыдущего, командир Рабского гусарского полка, произведённый в 1679 году в имперские генералы. Владел селениями Раб (с 1641 года), Вешпрем и Палота (оба — с 1650 года).
- Карой II <Карл> (ум. после 1743), австрийский военный инженер, в 1743 году перестроилТопольчанскую крепость в Западной Словакии.
- Миклош (1709—1758), строитель дворца Зичи в Обуде (1746—1757).
- Карой III <Карл> (1753—1826), австрийский военный министр, министр внутренних дел.
- граф Стефан (1780—1853), австрийский дипломат, посол в России (1827—1828).
- граф Фердинанд (1783—1862), фельдмаршал-лейтенант; в 1848 года перешёл на сторону восставших венецианцев. Был взят австрийцами в плен, предан военному суду и приговорен к разжалованию, однако помилован.
- граф Эден I <Эдмунд> (1809—1848), управлял Веспремским комитатом. Во время Венгерской революции 1848 Эден принял сторону хорватского бана Елачича, войска которого вторглись, в превентивных целях, в пределы Венгрии. Эден I был взят в плен венгерскими повстанцами, предан ими военно-полевому суду, на котором председательствовал майор Артур Гёргей, и приговорён (в нарушение законов об офицерской чести) к смертной казни через повешение.
- граф Эден II <Эдмунд>(1811—1894); сперва был офицером, потом вышел в отставку и занялся собиранием предметов искусства и памятников истории; основал Восточный музей в Вене. Спонсор австрийской полярной экспедиции 1872 года (совместно с графом Иоганном-Непомуком Вильчеком).
- Ференц <Франц> (24 января 1818 — 17 июля 1900), администратор и дипломат. В 1848 году был имперским наместником в Пожоньском (Братиславском) комитате. В 1874—1879 годах — посол Австро-Венгрии в Стамбуле.
- Михай <Михаил Александрович>, (1827—1906) — выдающийся рисовальщик и живописец. С 1847 года жил в Санкт-Петербурге, где стал придворным живописцем императорской фамилии.
- граф Енё <Евгений> (венг. Jenő; 1837—1906) — с 1862 года, с перерывами, состоял членом Венгерского рейхстага; много путешествовал, опубликовал записки о путешествии по Кавказу и Средней Азии (Пешт, 1897). В 1897 году совершил, в поисках Мадьярской прародины, большое путешествие по Сибири, Китаю, Тибету и Монголии; результатом путешествия стало семитомное сочинение, составленное им и несколькими его товарищами по путешествию и посвященное описанию исследованных стран в историческом, этнографическом, археологическом, лингвистическом и зоологическом отношениях («Dritte asiatische Forschungsreise des Grafen Z.», Лпц, 1900).
- граф Йожеф <Иосиф> (1841—1924) — в 1867—1869 венгерский министр торговли; позднее много путешествовал по Азии и оставил несколько описаний пустыни Гоби и др.
- граф Геза (1849—1924) — пятнадцати лет он, в результате несчастного случая на охоте, потерял правую руку, но, несмотря на это, стал прекрасным пианистом. Состоял президентом Консерватории в Будапеште и членом верхней палаты; композитор и автор нескольких стихотворений.
- Аладар (4 ноября 1864 — 16 ноября 1937) — консервативный политик, член Аграрного клуба венгерских депутатов, в 1906—1910 и 1917—1918 годах — венгерский министр без портфеля. В 1927 году — депутат Венгерского парламента.